# 오요안나
오요안나(1996년 4월 30일 ~ 2024년 9월 15일)는 대한민국의 전 기상캐스터였다. 2024년 9월 15일, 자신의 휴대전화 메모장에 직장 내 괴롭힘 관련 내용의 유서를 작성한 뒤, 자살로 생을 마감하였다.

## 학력
- 풍암초등학교 (2009년 졸업)
- 대성여자고등학교 (2015년 졸업)
- 서울예술대학교 문예창작과 전문학사 (2017년 졸업)

## 경력
- MBC 기상캐스터(2021년 5월 31일 ~ 2024년 9월 6일)
- 2019년 슈퍼모델 선발대회 본선 진출
- 2019년 춘향선발대회 '숙' 당선
- 2017년 JYP 엔터테인먼트 에르모소 뷰티상

## 전 방송
- 2021년 MBC 《5 MBC 뉴스》(2021년 5월 31일 ~ 2021년 10월 1일)
- 2021년 ~ 2022년 MBC 《MBC 뉴스투데이》 토요일(2021년 6월 5일 ~ 2022년 10월 22일) / 평일(2021년 10월 4일 ~ 2022년 10월 21일)
- 2021년 ~ 2022년 MBC 《주말 MBC 뉴스》 토요일(2021년 6월 5일 ~ 2022년 10월 22일)
- 2022년 ~ 2023년 MBC 《12 MBC 뉴스》(2022년 10월 22일 ~ 2023년 7월 28일)
- 2023년 ~ 2024년 MBC 《930 MBC 뉴스》(2023년 7월 31일 ~ 2024년 9월 6일)
- MBC 《FM4U 세상을 여는 아침》

## 예능 프로그램
- 2022년 tvN 유 퀴즈 온 더 블럭 - 게스트 (2022년 11월 30일 방송분 출연)

## 같이 보기
- 이연제